# Waldheimatsiedlung
Die Waldheimatsiedlung ist ein Ortsteil der Gemeinde Ratten im Bezirk Weiz in der Steiermark.
Die Siedlung befindet sich nördlich von Ratten in Hanglage unterhalb der Schutzhütte-Hauereck und besteht überwiegend aus Wochenendhäusern. Dennoch ist sie in der Vorrangzonenkarte des Landes Steiermark als Vorrangzone ausgewiesen.